# اداره (فیلم)
«اداره» (لهستانی: Urząd) یک فیلم به کارگردانی کریشتوف کیشلوفسکی است که در سال ۱۹۶۶ منتشر شد.